# アンダルシーア社会党
アンダルシーア社会党（Partido Socialista de Andalucía、略称PSA）はかつて存在したアンダルシーア・ナショナリズムを掲げたスペインの政党。2001年にアンダルシーア主義党（PA）から分離して創設、当時ヘレス・デ・ラ・フロンテーラの首長であったペドロ・パチェーコに率いられた。2011年、数年来共闘関係を維持してきたPAに再合流することを決した。
創設後最初の選挙であった2003年の自治体選挙において、およそ59,000票を獲得、アンダルシーア州全体で55議席を獲得した。2004年3月14日に行われた自治州選挙では42,000超の票を獲得したものの、第6党で、議席獲得には至らなかった。2004年の欧州議会選挙では選挙連合諸民族のヨーロッパに参加、1議席を得た。この選挙連合にはカタルーニャ共和主義左翼（ERC）、アラゴン主義連合（CHA）、バスク連帯（EA）、アストゥリアス連帯（AA）などのナショナリスト政党とともに参加した。
2007年の自治体選挙では、およそ50,000票を獲得、議席数を60以上に増やした。
2007年11月末、PSAとPAは再び協力関係を構築することを決め、両党は翌年3月9日に予定されていた総選挙と自治州選挙に臨むため、その他の弱小勢力とともにアンダルシーア主義同盟を結成した。選挙連合は自治州選挙、総選挙ともに1議席も獲得できず、PAは5議席を失う結果となった。
2008年11月にチクラーナ・デ・ラ・フロンテーラで開催された第3回PSA党大会で、当時書記長の職にあったペドロ・パチェーコは辞意を表明した。同大会においてアマリア・ベナベンテ、ホセ・ペレス、フアン・ロマン、ホセ・アントーニオ・ピノらによる集団指導体制が発足、ホセ・アントーニオ・ピノが代表職に就いた。
2009年の欧州議会選挙では、単独で臨んだものの、アンダルシーア・ナショナリスト・ブロック（BNA）、アンダルシーア集中などの政党の支援を受けた。結果は2004年を上回る9,649票をアンダルシーア州で獲得（自治州内の0.37%、カディス県での成績は他よりもよく0.85%の票を獲得した）、スペイン全体では13,933票超を獲得した。しかし、欧州議会において議席を得るには至らなかった。
2011年5月1日、臨時党大会においてPSAは再びアンダルシーア主義党に合流することを決した。この合併の後かつてのPA-PSAの分離劇の推進者であったペドロ・パチェーコはヘレス・デ・ラ・フロンテーラの自治体選挙と2012年の自治州選挙に臨むため党を離脱、自身の党アンダルシーア・プラットフォーム＝市民フォーラムを立ち上げた。